# Parafia Najświętszego Serca Jezusowego w Muchówce
Parafia Najświętszego Serca Jezusowego w Muchówce – parafia rzymskokatolicka, znajdująca się w diecezji tarnowskiej, w dekanacie Lipnica Murowana.